# Щегольков, Николай Фёдорович
Николай Фёдорович Щеголько́в (1905—1981) — советский оперный певец (бас). Заслуженный артист РСФСР (1944). Лауреат двух Сталинских премий (1948, 1949).

## Биография
В 1933 году окончил Ташкентский музыкальный техникум у А. П. Власова. В 1933—1936 годах солист БУзбАТОБ, в 1936—1938 годах — Горьковского АТОБ имени А. С. Пушкина, в 1938—1944 годах — Свердловского АТОБ, в 1944—1960 годах — ГАБТ.

## Оперные партии
- Князь Игорь А. П. Бородина — Скула и Галицкий
- Мазепа П. И. Чайковского — Кочубей
- Борис Годунов М. П. Мусоргского — Борис Годунов и Пимен
- Руслан и Людмила М. И. Глинки — Руслан
- Иван Сусанин М. И. Глинки — Иван Сусанин
- Русалка А. С. Даргомыжского — Мельник
- «Вражья сила» А. Н. Серова — Ерёмка
- Броненосец «Потёмкин» О. С. Чишко — Вакуленчук
- «Гроза» В. Н. Трамбицкого — Тихон
- Емельян Пугачёв М. В. Коваля — Емельян Пугачёв
- Проданная невеста Б. Сметаны — сват Кецал
- Фауст Ш. Гуно — Мефистофель
- Дон Жуан В. А. Моцарта — Лепорелло
- Фиделио Л. Бетховена — Рокко (первый исполнитель в СССР)
- Лакме Л. Делиба — Нилаканта
- Банк-бан Ф. Эркеля — Тиборц

## Награды и премии
- Сталинская премия первой степени (1948) — за исполнение партии Ерёмки в оперном спектакле «Вражья сила» А. Н. Серова
- Сталинская премия второй степени (1949) — за исполнение партии Свата в оперном спектакле «Проданная невеста» Б. Сметаны[1]
- Заслуженный артист РСФСР (1944)
- Орден Трудового Красного Знамени (27.05.1951)[2]
- Почётная грамота Президиума Верховного Совета РСФСР (25.05.1976)[3].